# لا ریکاورنس (قایق دو دگلی)
لا ریکاورنس (قایق دو دگلی) (به انگلیسی: La Recouvrance (schooner)) یک کشتی بود که ارتفاع آن ۲۸ متر (۹۲ فوت) بود. این کشتی در سال ۱۹۹۳ ساخته شد.